# Universitat de Leipzig
La Universitat de Leipzig (en alemany: Universität Leipzig), es troba a Leipzig a l'Estat Lliure de Saxònia, Alemanya, és una de les universitats més antigues del món i la segona més antiga d'Alemanya. Entre els seus alumnes més famosos es troben Goethe, Wagner, Nietzsche, Angela Merkel i molts premis Nobel en física, química i literatura.
Aquesta universitat es va fundar el 2 de desembre de 1409 per Frederic i, elector de Saxònia i el seu germà Guillem II de Meissen. Originàriament tenia quatre facultats.

## Història

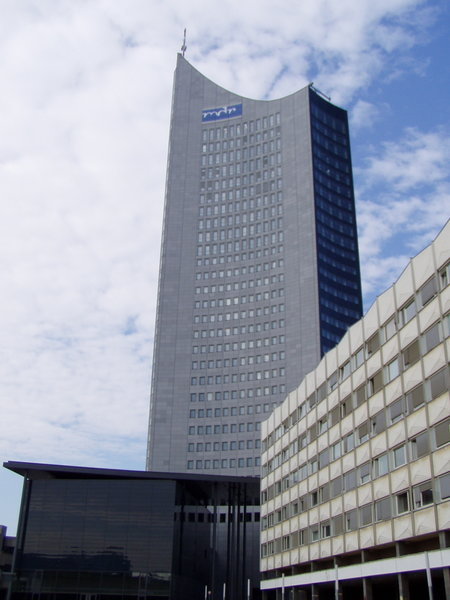
Antic edifici principal.

El model d’aquesta universitat era el de la Universitat Carles de Praga d'on vingueren els membres de llengua alemanya arran la crisi de Jan Hus i el Decret de Kutná Hora. L'Alma mater Lipsiensis obrí l'any 1409, amb una bula del Papa de Roma Alexandre V. El primer rector va ser Johann von Münsterberg. Després de la Reforma Protestant l'església universitària de Paulinerkirche i els edificis del monestir van ser donats a la universitat l'any 1544.
Durant els primers segles aquesta universitat tenia caràcter regional però durant el segle xix es va convertir en una institució d'ensenyament i de recerca a nivell mundial. Després de la Segona guerra Mundial, el 60% dels edificis de la universitat i el 70% dels seus llibres havien estat destruïts. La universitat reobrí el 5 de febrer de 1946. La República Democràtica Alemanya va ser creada el 1949 i el 1953 va rebre el nom d'Universitat Karl Marx de Leipzig. El 1991 es va restituir el seu nom original.

## Facultats

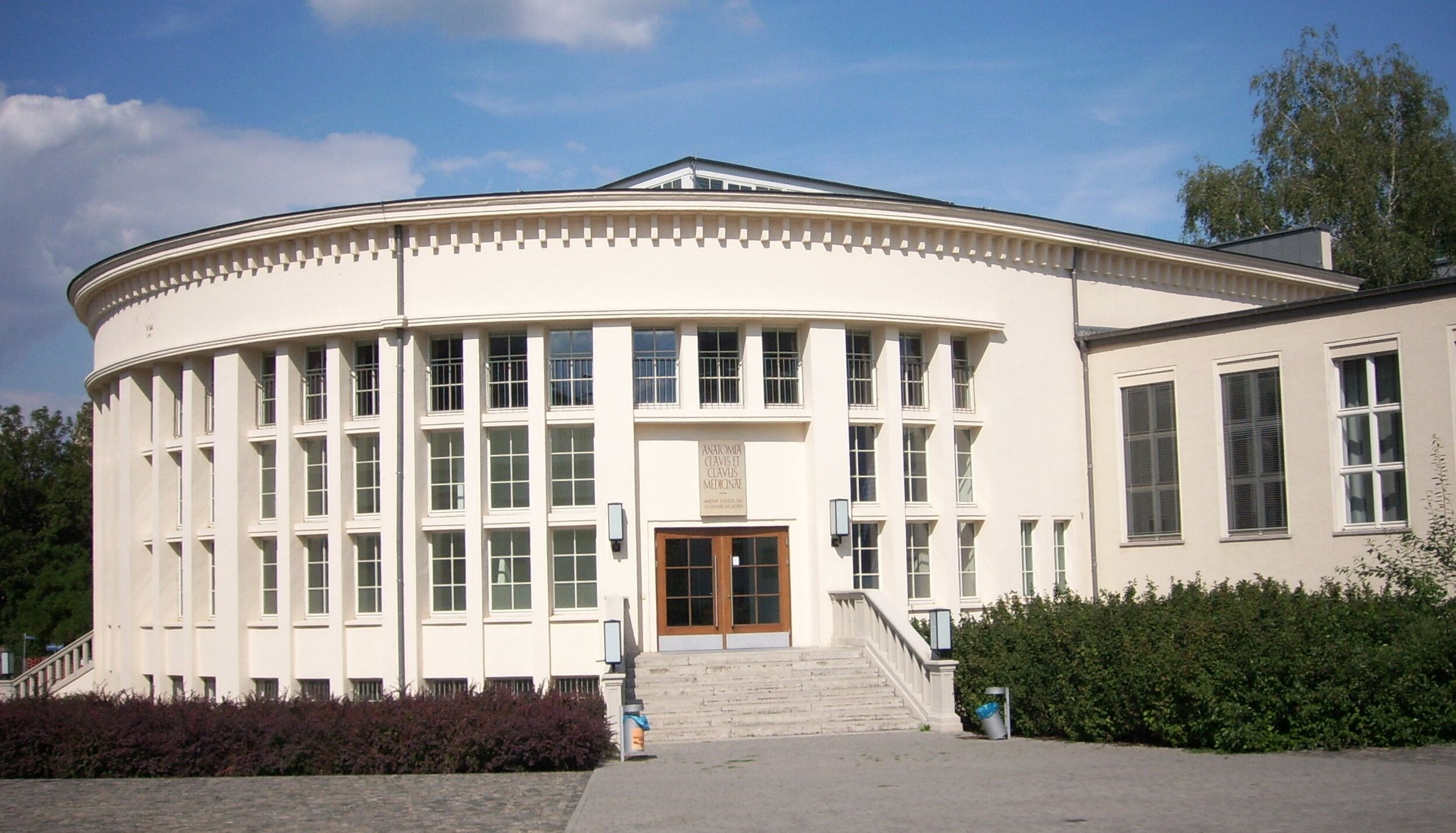
Auditori d'anatomia de la facultat de medicina

Les facultat originàries eren només quatre: d'Arts, Teologia, Medicina i Lleis. Actualment consta de 14 facultats:
- Teologia
- Dret
- Història, Art i estudis orientals
- Filologia (amb l'Institut de Traductologia i Lingüística Aplicada)
- Educació
- Ciències socials i filosofia
- Economia i gestió incloent enginyeria civil
- Ciència dels esports
- Medicina amb un hospital universitari
- Matemàtica i Informàtica
- Ciències de la vida
- Física i ciències de la Terra
- Química i mineralogia
- Medicina veterinària.

Des de l'octubre de 2010 l'Institut de Traductologia i Lingüística Aplicada compta amb un lectorat de català, un de gallec i un de basc.